# Isoetes indica
Isoetes indica là một loài dương xỉ trong họ Isoetaceae. Loài này được Pant & Srivastava mô tả khoa học đầu tiên năm 1962.
Danh pháp khoa học của loài này chưa được làm sáng tỏ. 